# Alcis subochrearia
Alcis subochrearia là một loài bướm đêm trong họ Geometridae.